# Jednotná informační brána
Jednotná informační brána (dále JIB) je portál, který slouží k vyhledávání bibliografických záznamů. V jednom rozhraní mohou uživatelé vyhledávat v českých i zahraničních zdrojích. Je zde možné najít plné texty dokumentů, recenze na knihy nebo si objednat elektronické dodání dokumentu (DDS). Informuje také uživatele o existenci zdrojů, které nejsou volně přístupné. Provoz JIB byl na základě rozhodnutí Rady Centrálního portálu knihoven (CPK) a po proběhlých testech k 31. prosinci 2018 ukončen, její funkcionality nahradil centrální portál českých knihoven Knihovny.cz.

## Vznik
JIB vytvořily v roce 2002 jako společný projekt Národní knihovna ČR a Univerzita Karlova v Praze. JIB se snaží sjednotit různorodé informační zdroje, které zahrnují celé spektrum lidského poznání. Nesoustředí se pouze na jeden konkrétní vědní obor v jediném informačním zdroji. V současné době je projekt financován programem VISK 8/B.
JIB má univerzální charakter. Pro uživatele i pro knihovníky má sloužit jako nástroj, který umí vyhledávat v různých prostředích i různých informačních zdrojích. Tyto zdroje se dělí na volně dostupné a licencované. K těm mají přístup uživatelé přes rozhraní těchto zdrojů. V JIB jsou umístěny pouze jako odkazové zdroje. Přístup k těmto zdrojům je povolen jen z určitých IP adres. Informační instituce si kupují licence a jejich uživatelé mají přístup k těmto zdrojům z IP adres v institucích, které mají tyto zdroje předplacené. Vzhledem k tomu, že není nijak oborově zaměřená, prohledává celé univerzum. Díky úspěšnosti tohoto projektu se začínají realizovat oborově zaměřené brány. 

## Oborové brány
V současnosti existuje již sedm oborových bran, které nabízejí kvalitnější služby a informace, které se týkají jednotlivých oborů. Jako první vznikla Oborová brána Knihovnictví a informační věda (KIV), dále následovala oborová brána Musica (MUS), po ní oborová brána Umění a Architektura (ART) a nakonec oborová brána Technika (TECH). Další brány, které vznikly, jsou Mezinárodní vztahy (IREL), Právo (LAW) a Sofia (humanitní a společenské vědy). Každá z bran se soustředí na určitou oblast poznání. Cílem je vytvořit 24 oborových bran, které bude zastřešovat JIB.

## Vyhledávání a přidané služby
Aby si knihovny v současné době udržely svoji pozici na trhu informací, musí se přizpůsobovat svým čtenářům. JIB obsahuje několik nástrojů pro vyhledávání informací. Každý nástroj je určen pro jiný druh práce s elektronickými informačními zdroji. Snadné hledání nabízí prostor pro uživatele, kteří se neorientují v elektronických informačních zdrojích. Tento modul se snaží napodobit vyhledávání na Googlu. V tomto případě se vyhledává ve všech polích záznamu. V pokročilém vyhledávání si může uživatel nastavit vyhledávání ve všech polích záznamů nebo má na výběr pole předmět, název, autor, ISBN, ISSN a rok, takto je možné spojit dvě vyhledávací pole. Výsledky vyhledávání se řadí podle relevance nalezených dokumentů s dotazem.
Nalézt zdroje nabízí tři možnosti práce pro nalezení informačního zdroje. Je možné vyhledávat časopis podle abecedy, dále podle názvu samotného zdroje a nebo podle kategorie.
Nalézt e-časopis zde jsou odkazy na seznamy časopisů knihoven, které do JIB přispívají. Po výběru informační instituce je možné najít časopis podle abecedního seznamu, podle věcného tématu, vyhledat ho podle názvu nebo podle ISSN. Je zde k dispozici také služba Citation Linker. Pro tu je nutné mít určité popisné údaje, podle kterých je možné nalézt časopis, ale i konkrétní článek.
Profi hledání určeno pro zkušeného uživatele, který se již umí orientovat ve skupinách nabízených zdrojů. Profi hledání v sobě spojuje možnosti snadného hledání a možnosti z funkce nalézt zdroje. Je zde také vidět, které zdroje jsou volně dostupné a které jsou licencované.
Můj prostor nabízí prostor e-schránka, která uchovává záznamy zvolené uživatelem. Moje zdroje slouží pro výběr vlastní skupiny zdrojů. Vlastní skupiny elektronických časopisů si mohou uživatelé vytvářet ve schránce e-časopisy. Uložené dotazy slouží k uchovávání zadaných dotazů, které uživatel použil pro své vyhledávání. Uživatelé zde také mohou vytvářet avíza, která slouží k nastavení automatického informování o dokumentech, které by vyhledali po zadání  dotazu. V předvolbách si může registrovaný uživatel nastavit jazyk, způsob zobrazovaných záznamů, způsob zobrazování zdrojů a počet zobrazovaných záznamů na stránku.
Info portál poskytuje informace o JIB. Obsahuje nápovědy pro práci v prostředí JIB a informuje o novinkách, které se JIB týkají. Instituce, které se chtějí do JIB zapojit, zde najdou informace, které jsou nutné pro jejich zapojení.

## Co přináší JIB svým uživatelům
- jednotné vyhledávací rozhraní, které je uživatelsky příjemné
- tvorba rešerší je díky JIB v jednotném prostředí a v jediném dotazovacím jazyce
- jednotně utříděné výsledky vyhledávání, které jsou deduplikované
- nabízí uživateli seznam příbuzných témat, k položenému dotazu
- nabídku přidaných služeb a informací k výsledkům práce pomocí SFX
- ovládání je intuitivní, ale obsahuje i velmi podrobnou nápovědu pro práci v JIB
- nabízí tematické třídění podle oborů
- je možné zvolit ze zdrojů, ze kterých je možné vyhledávat
- v JIB je možné vyhledávat jako neregistrovaný uživatel i jako registrovaný, tomu je poskytnuto větší spektrum služeb a možnost přednastavit si prostředí JIB
- poskytuje vlastní prostor pro výsledky hledání a položené dotazy
- nabízí možnost ukládat si výsledky vyhledávání na disk, zasílat na e-mail nebo si je ukládat v Mém prostoru na serveru JIB
- umožňuje vytvořit si vlastní  vyhledávací skupinu z nabízených zdrojů a oborů
- uživatel si může vytvořit avíza, která mu budou zasílána na jeho e-mail[1]